# هال بيرت
هال بيرت (بالإنجليزية: Hal Burt)‏ هو لاعب كرة قدم أمريكية أمريكي، ولد في 11 سبتمبر 1900 في يوريكا في الولايات المتحدة، وتوفي في 17 أبريل 1979 في كيرفيل في الولايات المتحدة.